# Cephalaria scabra
Cephalaria scabra là một loài thực vật có hoa trong họ Kim ngân. Loài này được (L.f.) Roem. & Schult. mô tả khoa học đầu tiên năm 1818.